# Elias Tillandz
Elias Tillandz (auch Elias Tillands, Elias Erici Til-Landz (Erici ist kein Vorname; er bedeutet, er war der Sohn von Erik Tillander), Elias Til-Landz) (* 1640; † 1693) war ein schwedischer Botaniker. Sein offizielles botanisches Autorenkürzel lautet „Tillandz“.  

## Leben und Wirken
Elias Tillandz war Professor der Medizin an der Akademie zu Turku. Er gründete dort 1678 den Botanischen Garten und führte das Botanikstudium ein.  Er publizierte 1673 unter dem Titel Catalogus plantarum die erste Flora von Finnland.

## Ehrentaxon

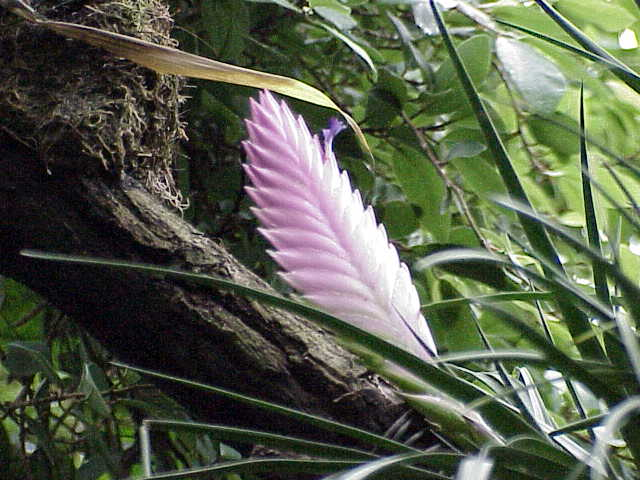
Tillandsie

Carl von Linné benannte nach ihm die Pflanzengattung der Tillandsien (Tillandsia), die zur Familie der Bromeliaceae gehört.

## Werke
- Catalogus plantarum. 1673